# Liste de fortifications en Espagne
Liste de fortifications en Espagne.
Liste par province

## Ceuta
- barrière de Ceuta ;
- citadelle de Ceuta.

## Huesca

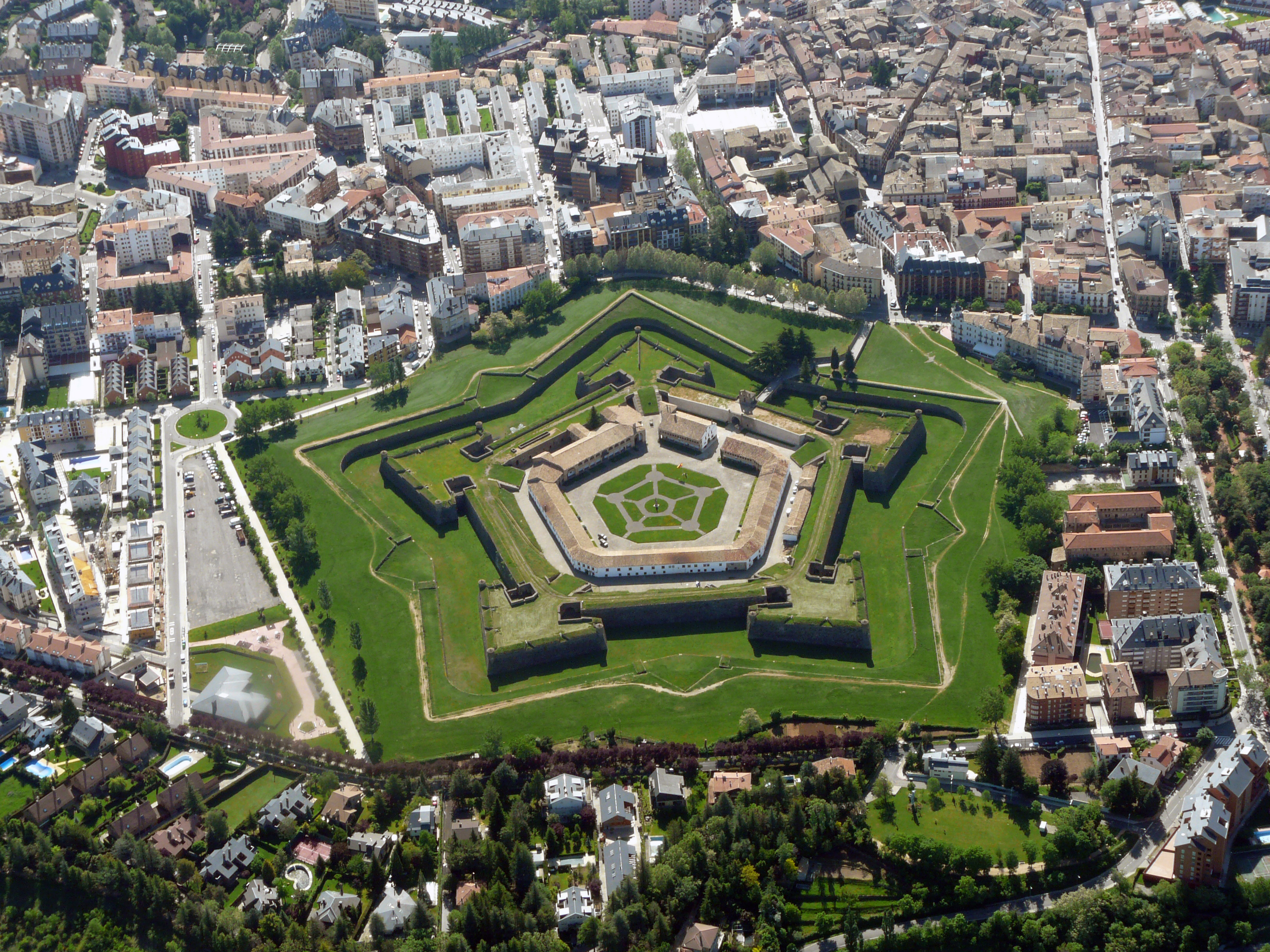
La citadelle de Jaca.

- Jaca : citadelle.

## Andalousie
- Alhambra, Granada
- Citadelle, Cádiz

## Castille et León
- Ávila
- Citadelle, Coca

## Catalogne
- Barcelone : citadelle

- Gérone
- Château de Sant Ferran
- Roses : citadelle

## Estrémadure
- Cáceres

## Navarre
- Pampelune : citadelle

## Valence
- Citadelle, Alicante
- Morella
- Peñiscola

## Ceuta
- Enceinte urbaine